# Kavkazskaja ovtjarka
För andra betydelser, se Ovtjarka.
Kavkazskaja ovtjarka ("kaukasisk ovtjarka"; овча́рка, ovtjárka, är ryska för "fårherdinna"), eller kaukasisk herdehund, är en hundras från Kaukasien. Området är beläget mellan Kaspiska havet och Svarta havet, i Georgien, Armenien, Azerbajdzjan och Ryssland (Kabardinien-Balkarien, Dagestan, Kalmuckien och Astrachan oblast). Det är den ryska kennelklubben Rossijskaja Kinologitjeskaja Federatsija (RKF) som har det internationella avelsansvaret för stambok och rasstandard.
Kavkazskaja ovtjarka är en boskapsvaktare (bergshund), vaktande herdehund och vakthund av molossertyp. Rasen kallas ibland för rysk bergsschäfer efter tyskans Kaukasischer Schäferhund; schäferhund är tyska för herdehund. Namnet bergsschäfer har på senare tid även börjat användas som benämning på blandrashundar bestående av kaukasisk ovtjarka och schäfer, ett exempel på korsning med hundar som har närmast oförenliga temperament: schäfern har ett mentalt behov av utmaningar ifråga om inlärning medan kaukasisk ovtjarka under århundraden har avlats för att vara självständig och opåverkbar – en sådan hund har stora utsikter att bli nervös och det får en kaukasisk ovtjarka aldrig vara.[källa behövs]

## Historia
Hundrasen, som är känd för sin skärpa och försvarslust, har anpassats både psykiskt och fysiskt till Kaukasus karga klimat och var ursprungligen bybornas skydd mot angrepp, både från rovdjur och oönskade främlingar. Inte minst användes den av fåraherdar för att vakta fårflockar. Dess uthållighet, anspråkslöshet och förmåga att anpassa sig till olika väderförhållanden gjorde att hundrasen spreds till stora delar av forna Sovjetunionen. Rasen användes sedermera av Röda armén till såväl bevakning av byggnader som skydd av personer. I slutet av 1960-talet introducerades rasen i Östtyskland, där den användes som gränspatrullhund, bland annat längs Berlinmuren. När muren revs 1989 upplöstes hundenheten och tusentals hundar fick nya ägare i Tyskland.[källa behövs]
Rasen är mycket heterogen och förekommer i olika typer från olika delar av sitt stora ursprungsområde. I Armenien finns den nationella varianten gampr. Den kaukasiska ovtjarkan är även besläktad med Kars Coban Köpegi, en av flera regionala varianter av kangal çoban köpeği.

### Historia i Sverige
Rasen avlas idag i mycket liten utsträckning i Sverige. Rasen tillhör specialklubben Svenska Bergs- och Herdehundsklubben.

#### Debatt
SVT:s Uppdrag granskning gjorde våren 2009 ett mycket kritiskt program om kaukasisk ovtjarka, som tidigare varit en relativt okänd ras i Sverige. Hans Rosenberg, presstalesman för Svenska Kennelklubben (SKK), har besvarat kritiken med att hundrasen ”inte lämpar sig för vilken hundägare som helst” men "det behöver inte innebära problem att bo granne med en kavkazskaja ovtjarka”. Hans Rosenberg har även svarat att de allra flesta ägare till renrasiga ovtjarkor har sina hundar som familjehundar tvärtemot vad den allmänna debatten låter påskina.

## Egenskaper
Rasen skall enligt standarden vara skarp och misstänksam, med en välutvecklad försvarslust, men även harmonisk och lugn. Den har en utpräglad försvarsinstinkt och tenderar att bli en enmanshund, men försvarar hela sin flock. Den är mentalt och fysiskt stark och tålig.
Rasen är mycket självständig och mindre lämpad att lyda order. Den kräver en tydlig hierarki inom flocken och en otvetydig markering av vem som är ledare. Den kräver vidare att man påbörjar socialiseringen redan i valpstadiet och sedan kontinuerligt fortsätter att arbeta hårt med detta. Hundar som inte socialiserats tillräckligt kan bli svårhanterade och aggressiva. Den bör alltid hållas kopplad eller inhägnad. Miljöträning är mycket viktigt för den här rasen, särskilt om den ska hållas i stadsmiljö. Den är egentligen anpassad till att fungera som herdehund i otillgängliga trakter där den lever ensam tillsammans med boskap. I denna miljö trivs rasen bäst. Rasen anses inte lämplig för ovana hundägare.[källa behövs]

## Utseende
Kavkazskaja ovtjarka är en mycket stor och kraftig hund. Den har en grov och massiv benstomme samt en kraftig muskulatur. Könsprägeln är tydlig. Hanhunden är mycket stor och kraftig medan tiken är mindre och lättare. Hanhundens mankhöjd skall ej understiga 65 cm och tikens mankhöjd skall ej understiga 62 cm. Vikten varierar mellan 50 och 90 kg.